# Gestreepte buideleekhoorns
Gestreepte buideleekhoorns (Dactylopsila) zijn een geslacht van buideldieren uit de familie der buideleekhoorns (Petauridae). De wetenschappelijke naam van het geslacht werd in 1858 gepubliceerd door John Edward Gray.

## Kenmerken
Hun vacht is in de lengte licht en donker gestreept. Ze hebben een dicht behaarde staart. Aan elke voorpoot bevindt zich een vierde vinger.

## Leefwijze
De gestreepte buideleekhoorns zijn nachtactieve insecteneters en ze zijn goed aan deze leefwijze aangepast. Een hielachtige structuur op de pols wordt gebruikt om op hout te kloppen om zo insecten of insectenlarven te lokaliseren en de verlengde vierde vinger wordt vervolgens gebruikt om de prooi uit het hout te halen. Ze leven voornamelijk in de bomen.

## Verspreiding en leefgebied
Dit geslacht komt voor in Nieuw-Guinea en het noordoosten van Australië.

## Taxonomie
Het geslacht Dactylopsila omvat de volgende vijf levende soorten:
- Dactylopsila kambuayai
- Dactylopsila megalura
- Dactylopsila palpator – Kleine buideleekhoorn
- Dactylopsila tatei
- Dactylopsila trivirgata – Gestreepte buideleekhoorn